# جان كلود كيلي

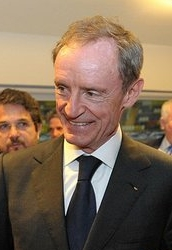
جان كلود كيلي.

جان كلود كيلي (Jean-Claude Killy) هو لاعب أولمبي لرياضة التزلج على المنحدرات الجليدية من فرنسا. شارك في الأولمبياد الشتوي في 1968، وفاز بما مجموعه 3 ميداليات.

## الميداليات
| ذهب | فضة | برونز | المجموع |
| 3   | 0   | 0     | 3       |

## روابط خارجية
- جان كلود كيلي على موقع IMDb (الإنجليزية)
- جان كلود كيلي على موقع الموسوعة البريطانية (الإنجليزية)
- جان كلود كيلي على موقع ألو سيني (الفرنسية)
- جان كلود كيلي على موقع أول موفي (الإنجليزية)
- جان كلود كيلي على موقع قاعدة بيانات الأفلام السويدية (السويدية)
- جان كلود كيلي على موقع إن إن دي بي (الإنجليزية)
- جان كلود كيلي على موقع قاعدة بيانات الفيلم (الإنجليزية)
- جان كلود كيلي على موقع كينوبويسك (الروسية)
- جان كلود كيلي على موقع الاتحاد الدولي للتزلج (التزلج على المنحدرات الثلجية) (الإنجليزية)
- جان كلود كيلي على موقع اللجنة الأولمبية الدولية (الإنجليزية)
- جان كلود كيلي على موقع أوليمبيديا (الإنجليزية)